# 周景曾
周景曾（1839年—？），浙江杭州府海寧州（今浙江省海寧縣鹽官鎮）人，清朝政治人物、進士出身。
咸豐十一年，順天鄉試中舉；光緒二年，登進士。光緒五年，任刑部廣西司主事。光緒十年，任刑部雲南司員外郎。光緒十三年，改刑部奉天司郎中。光緒十六年，任甘肅鞏昌府知府。